# Ilia Shymanovich
Ilia Shymanovich (en bielorruso: Ілья Шымановіч; Minsk, 2 de agosto de 1994) es un deportista bielorruso que compite en natación, especialista en el estilo braza.
Ganó cinco medallas en el Campeonato Mundial de Natación en Piscina Corta entre los años 2016 y 2024, una medalla de plata en el Campeonato Europeo de Natación de 2021 y nueve medallas en el Campeonato Europeo de Natación en Piscina Corta entre los años 2015 y 2021.
Participó en dos Juegos Olímpicos de Verano, en los años 2020 y 2024, ocupando el octavo lugar en Tokio 2020, en la prueba de 100 m braza.
En noviembre de 2021 estableció una nueva plusmarca mundial de los 100 m braza en piscina corta (55,28 s).

## Palmarés internacional
| Campeonato Mundial en Piscina Corta | Campeonato Mundial en Piscina Corta | Campeonato Mundial en Piscina Corta | Campeonato Mundial en Piscina Corta |
| Año                                 | Lugar                               | Medalla                             | Prueba                              |
| ----------------------------------- | ----------------------------------- | ----------------------------------- | ----------------------------------- |
| 2016                                | Windsor (Canadá)                    | Medalla de bronce                   | 4 × 50 m estilos                    |
| 2018                                | Hangzhou (China)                    | Medalla de plata                    | 50 m braza                          |
| 2018                                | Hangzhou (China)                    | Medalla de plata                    | 100 m braza                         |
| 2021                                | Abu Dabi (EAU)                      | Medalla de oro                      | 100 m braza                         |
| 2024                                | Budapest (Hungría)                  | Medalla de bronce                   | 100 m braza                         |
| Campeonato Europeo                  |                                     |                                     |                                     |
| Año                                 | Lugar                               | Medalla                             | Prueba                              |
| 2021                                | Budapest (Hungría)                  | Medalla de plata                    | 50 m braza                          |
| Campeonato Europeo en Piscina Corta |                                     |                                     |                                     |
| Año                                 | Lugar                               | Medalla                             | Prueba                              |
| 2015                                | Netanya (Israel)                    | Medalla de bronce                   | 4 × 50 m estilos                    |
| 2015                                | Netanya (Israel)                    | Medalla de bronce                   | 4 × 50 m estilos mixto              |
| 2017                                | Copenhague (Dinamarca)              | Medalla de plata                    | 4 × 50 m estilos mixto              |
| 2017                                | Copenhague (Dinamarca)              | Medalla de bronce                   | 4 × 50 m estilos                    |
| 2019                                | Glasgow (Reino Unido)               | Medalla de plata                    | 100 m braza                         |
| 2019                                | Glasgow (Reino Unido)               | Medalla de bronce                   | 4 × 50 m estilos                    |
| 2021                                | Kazán (Rusia)                       | Medalla de oro                      | 50 m braza                          |
| 2021                                | Kazán (Rusia)                       | Medalla de oro                      | 200 m braza                         |
| 2021                                | Kazán (Rusia)                       | Medalla de plata                    | 100 m braza                         |